# Nazionale maschile di calcio a 5 dell'Irlanda
La nazionale di calcio a 5 dell'Irlanda è, in senso generale, una qualsiasi delle selezioni nazionali di Calcio a 5 della Football Association of Ireland che rappresentano l'Irlanda nelle varie competizioni ufficiali o amichevoli riservate a squadre nazionali.
Costituita nel 2008 ha disputato le sue prime partite ufficiali nel mese di novembre sempre dello stesso anno contro la Nazionale di calcio a 5 dell'Ungheria.

## Rosa
Squadra scelta per gli incontri del 13 e 14 dicembre 2010 contro la Nazionale di calcio a 5 della Finlandia.
| # | Nome            | Squadra                     |
| - | --------------- | --------------------------- |
|   | John Somers     | Shamrock Rovers Futsal Club |
|   | Ian Carry       | Sporting Fingal Futsal      |
|   | Ian Byrne       | Shamrock Rovers Futsal Club |
|   | Philip McDonagh | Shamrock Rovers Futsal Club |
|   | Ross Zambra     | Bray/Joeys Futsal           |
|   | Darren Kavanagh | AUL Futsal                  |
|   | Mark Langtry    | Sporting Fingal Futsal      |
|   | Dane Massy      | Unattached                  |
|   | Cian McDonald   | Shamrock Rovers Futsal      |
|   | Lloyd Massy     | Blue Magic Futsal           |
|   | Tony Kane       | AUL Futsal                  |

## Colori e stemmi
La nazionale irlandese scende in campo, come le altre rappresentative sportive irlandesi, in tenuta verde (colore nazionale) con bordini e pantaloncini bianchi. Per questo i giocatori vengono chiamati Boys in green (Ragazzi in verde) o semplicemente i greens.
Negli ultimi anni, seguendo la moda calcistica, la nazionale irlandese ha indossato maglie più stravaganti del classico monotinta verde, a volte molto semplici, altre decisamente pittoresche con svariate sfumature di verdi. L'ultima è abbastanza semplice, verde con alcuni disegni bianchi e color arancio, oltre a caratteri per nomi e numeri in gaelico irlandese. Da notare che nelle versioni replica vendute al pubblico, sulla parte frontale è impresso lo sponsor della nazionale: è un caso rarissimo, destinato solo al merchandising, in quanto la FIFA non ammette sponsor sulle maglie ufficiali nelle competizioni o amichevoli internazionali. Di facile deduzione il fatto che le maglie indossate dai calciatori o comunque destinate all'uso ufficiale dalle compagini irlandesi, aumentino sensibilmente di valore e di prezzo nelle aste di appassionati del genere per la loro notevole diversità da quelle vendute nei negozi.
Le divise sono supportate dalla Umbro.

## Risultati nelle competizioni internazionali

### Campionato mondiale
| Anno   | Luogo         | Piazzamento  | G | V | N | P | GF | GS |
| ------ | ------------- | ------------ | - | - | - | - | -- | -- |
| 1989   | Paesi Bassi   | Non presente | - | - | - | - | -  | -  |
| 1992   | Hong Kong     | Non presente | - | - | - | - | -  | -  |
| 1996   | Spagna        | Non presente | - | - | - | - | -  | -  |
| 2000   | Guatemala     | Non presente | - | - | - | - | -  | -  |
| 2004   | Taipei cinese | Non presente | - | - | - | - | -  | -  |
| 2008   | Brasile       | Non presente | - | - | - | - | -  | -  |
| 2012   | Thailandia    | Non presente | - | - | - | - | -  | -  |
| 2016   | Colombia      | Non presente | - | - | - | - | -  | -  |
| 2021   | Lituania      | Non presente | - | - | - | - | -  | -  |
| Totale |               | 0/9          | - | - | - | - | -  | -  |

### Campionato europeo
| Anno   | Luogo       | Piazzamento     | G | V | N | P | GF | GS |
| ------ | ----------- | --------------- | - | - | - | - | -- | -- |
| 1996   | Spagna      | Non presente    | - | - | - | - | -  | -  |
| 1999   | Spagna      | Non presente    | - | - | - | - | -  | -  |
| 2001   | Russia      | Non presente    | - | - | - | - | -  | -  |
| 2003   | Italia      | Non presente    | - | - | - | - | -  | -  |
| 2005   | Rep. Ceca   | Non presente    | - | - | - | - | -  | -  |
| 2007   | Portogallo  | Non presente    | - | - | - | - | -  | -  |
| 2010   | Ungheria    | Non qualificata | - | - | - | - | -  | -  |
| 2012   | Croazia     | Non qualificata | - | - | - | - | -  | -  |
| 2014   | Belgio      | Non presente    | - | - | - | - | -  | -  |
| 2016   | Serbia      | Non presente    | - | - | - | - | -  | -  |
| 2018   | Slovenia    | Non presente    | - | - | - | - | -  | -  |
| 2022   | Paesi Bassi | Non presente    | - | - | - | - | -  | -  |
| Totale |             | 0/12            | - | - | - | - | -  | -  |